# Bùi Văn Hải
Bùi Văn Hải (sinh ngày 10 tháng 2 năm 1960), ông nguyên là Ủy viên Ban Chấp hành Trung ương Đảng khóa XII, Nguyên Bí thư Tỉnh ủy Bắc Giang nhiệm kỳ 2015–2020, nguyên Chủ tịch Hội đồng nhân dân tỉnh Bắc Giang khóa XVII, nhiệm kỳ 2016–2021, nguyên Chủ tịch UBND tỉnh Bắc Giang.
Ông Bùi Văn Hải được coi là người góp công lớn đưa Bắc Giang từ một tỉnh thuần nông, hạ tầng kinh tế xã hội lạc hậu trở thành điểm sáng trong phát triển kinh tế, giao thông và thu hút vốn đầu tư trực tiếp nước ngoài FDI, trở thành tỉnh có quy mô GRDP dẫn đầu vùng Trung du và miền núi phía Bắc.

## Thân thế sự nghiệp
Ông sinh ngày 10 tháng 2 năm 1960, quê quán ở xã Hùng Sơn, huyện Hiệp Hòa, tỉnh Bắc Giang.
Từ năm 1978 đến 1982, ông theo học tại Trường Đại học sư phạm 1 Hà Nội. Sau khi ra trường, ông công tác tại Tỉnh đoàn Hà Bắc, được kết nạp vào Đảng Cộng sản Việt Nam ngày 15 tháng 8 năm 1986, chính thức 15 tháng 8 năm 1987, thăng tiến dần lên chức vụ Phó Bí thư Tỉnh đoàn. Tháng 9 năm 1992, ông được cử đi học tại Học viện Chính trị Quốc gia Hồ Chí Minh. Sau khi hoàn tất khoá học vào tháng 10 năm 1993, ông trở về công tác trở lại tại Tỉnh đoàn Bắc Giang, được bầu giữ chức vụ Bí thư Tỉnh đoàn, Ủy viên Ban chấp hành Trung ương Đoàn, đồng thời giữ chức vụ Tỉnh ủy viên Tỉnh ủy Bắc Giang, đại biểu kiêm Trưởng ban pháp chế của Hội đồng nhân dân tỉnh.
Từ năm 1997 đến 2004, ông là Tỉnh uỷ viên, kiêm Trưởng ban Văn hoá - Xã hội của HĐND tỉnh. Từ 2004 đến 2009, ông được cử theo học các lớp quản lý kinh tế công sau đại học của Trường Đại học Kinh tế quốc dân (2004-2005); Thạc sĩ tại Học viện Chính trị Quốc gia Hồ Chí Minh (2006-2009).
Tháng 6 năm 2008, ông giữ chức Phó Chủ tịch Thường trực Ủy ban nhân dân tỉnh Bắc Giang. Tháng 10 năm 2010, được bầu làm Phó Bí thư Tỉnh ủy, vẫn giữ chức Phó Chủ tịch Thường trực UBND tỉnh Bắc Giang; tháng 12 năm 2010, được bầu làm Chủ tịch Ủy ban nhân dân tỉnh.
Ngày 13 tháng 2 năm 2015, ông được bầu làm Bí thư Tỉnh ủy Bắc Giang thay ông Trần Sỹ Thanh được điều động làm Phó Chủ nhiệm Ủy ban Kiểm tra Trung ương Đảng Cộng sản Việt Nam.
Ngày 27 tháng 4 năm 2015, Hội đồng nhân dân tỉnh Bắc Giang đã nhất trí miễn nhiệm chức danh Chủ tịch Ủy ban nhân dân tỉnh Bắc Giang nhiệm kỳ 2011 - 2016 đối với ông Bùi Văn Hải (ông Hải trước đó đã được Ban Chấp hành Đảng bộ tỉnh Bắc Giang bầu làm Bí thư Tỉnh ủy Bắc Giang tại hội nghị lần thứ 19 và đã có quyết định chuẩn y kết quả bầu cử của Ban Bí thư Trung ương Đảng, để thay nguyên Bí thư Tỉnh ủy Bắc Giang Trần Sỹ Thanh đã được Bộ Chính trị điều động, phân công công tác về làm Phó Chủ nhiệm Ủy ban Kiểm tra Trung ương..
Tại phiên làm việc ngày thứ 3 (11/12) Kỳ họp thứ 14, HĐND tỉnh Bắc Giang khóa XVII, nhiệm kỳ 2011-2016, HĐND tỉnh Bắc Giang khóa XVII, nhiệm kỳ 2011-2016 đã thông qua Nghị quyết và bầu chức danh Chủ tịch Hội đồng nhân dân tỉnh khóa XVII, nhiệm kỳ 2011-2016 đối với ông Bùi Văn Hải - Bí thư Tỉnh ủy, đại biểu HĐND tỉnh khu vực huyện Hiệp Hòa..
Tại Đại hội XII Đảng Cộng sản Việt Nam, ông Bùi Văn Hải đã được bầu là Ủy viên Trung ương Đảng khoá XII.

## Khen thưởng
- Huân chương Lao động hạng Ba